# Jardin des plantes du Mans
Le jardin des plantes du Mans, ou le Jardin des plantes est un jardin botanique ouvert au public situé dans le secteur nord-est de la ville du Mans. Il couvre environ huit hectares dans sa totalité.

## Histoire

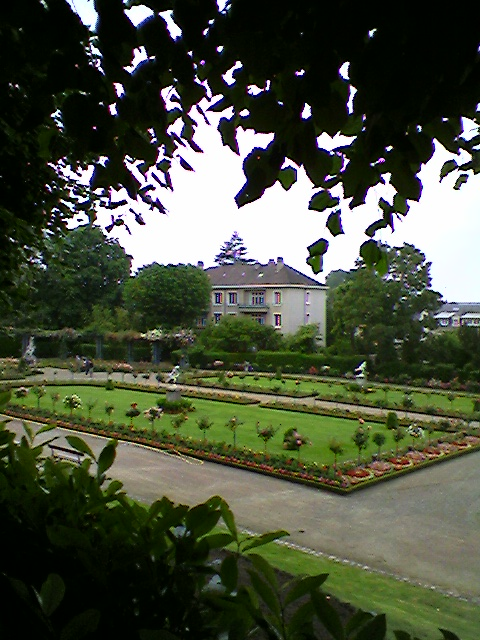
La roseraie du jardin français.

Son histoire remonte au plus loin à 1851. À cette date, des notables de la ville créent une société pour que leurs jardiniers puissent être formés à tailler, semer et entretenir pleinement des plants. Cette tradition se perpétuera dans toute la région, puisque c'est aujourd'hui dans la ville d'Angers que les grandes formations horticultrices s'enseignent. La société d'horticulture créée, le jardin des plantes est inauguré en 1855. Il est alors situé à l'extrémité Est de la ville. La rue l'accueillant s'appellera longtemps rue des Botanistes, alors qu'elle est aujourd'hui nommée rue de Flore. En 1865, un ingénieur de la ville de Paris arrive au Mans. Adolphe Alphand est responsable des promenades dans la capitale, créateur du parc Monceau, des bois de Boulogne et de Vincennes. Il réalisera dans la capitale du Maine, le jardin anglais de quatre hectares. La ville lui demande alors de réaliser quelques percées, puis il se concentre sur la réalisation de jardins. La promenade des jacobins, comme celle du Greffier ont été réalisées au début du XIXe siècle, soit avant le jardin des plantes.

## Composition
Le jardin est constitué de deux jardins, un français de trois hectares environ et un anglais de quatre hectares. Une roseraie est dominée au nord par une terrasse plantée de tilleuls. Cette dernière offre des bancs pour les visiteurs. Sur cette même terrasse, une gloriette a été inauguré en 2004. Elle permet d'être en accord avec l'époque de création du jardin. De petits concerts sont ainsi organisés sur l'esplanade comme lors de la fête de la musique. Deux tunnels de pierre permettent d'atteindre l'autre partie du jardin paysagé qui entoure un vaste bassin. Ce dernier se voit être le refuge de nombreux canards et de quelques cygnes. Un espace est aménagé pour les enfants avec des attractions gratuites. Un petit manège est également installé dans la partie sud du jardin. L'espace contient également quelques plantes rares, souvent données par de généreux donateurs. On remarques quelques arbres de grande qualité à l'image des Cyprès chauves et de leurs pneumatophores. La fougeraie regroupe plus de 50 espèces de fleurs différentes. Des manifestations culturelles sont organisées dans ce cadre vert, à l'image de festivals de musiques comme « Le temps des jardins ».